# HanCinema
HanCinema és un lloc web que conté una base de dades independent de pel·lícules i sèries de televisió sud-coreanes creat per Cédric Collemine el 2003. Dona informació relacionada amb el cinema, els actors i les sèries televisives. Està dirigida a usuaris no sud-coreans.